# Carter Cullen
Pour les articles homonymes, voir Cullen.
Carter Cullen est le pseudonyme collectif de Richard Macaulay et de sa femme Mildred Macaulay, auteurs de roman policier
Plus on est de fous (The Deadly Chase) est selon Claude Mesplède « originale et passionnante, l'histoire décrit de façon saisissante l'univers des hôpitaux psychiatriques ». À noter une grossière erreur dans la traduction puisque dans l'édition française, le héros se fait payer cinq cents dollars « en billets de vingt et de trente ». Hors le billet de trente dollars n'a jamais existé !

## Œuvre
- Don't Get Caught, 1951
- The Deadly Chase, 1957
  - Plus on est de fous, Série noire no 394, 11957

## Sources
- Claude Mesplède, Les Années Série noire vol.1 (1945-1959) Encrage « Travaux » no 13, 1992
- Claude Mesplède et Jean-Jacques Schleret, SN Voyage au bout de la Noire, p. 98, Futuropolis, 1982